# بطولة العالم للشباب لألعاب القوى
بطولة العالم للشباب لألعاب القوى (بالإنجليزية: IAAF World Youth Championships) هي مسابقة عالمية تنظم كل سنتين من قبل الاتحاد الدولي لألعاب القوى وتخص الشباب أقل من 18 سنة، يتم التنافس بين الرياضيين 17 سنة أو 16 سنة أو أقل (تصل إلى 15 سنة). صدرت الطبعة الأولى في عام 1999.
لا يجب الخلط بين هذه البطولة و بطولة العالم للناشئين لألعاب القوى التي تسهدف الرياضيين الذين تقل أعمارهم عن 19 سنة.

## الطبعات
| الطبعة | السنة | المدينة  | الدولة         | التاريخ     |
| ------ | ----- | -------- | -------------- | ----------- |
| 1      | 1999  | بيدغوز   | بولندا         | 18-16 يوليو |
| 2      | 2001  | ديبرتشن  | المجر          | 15-12 يوليو |
| 3      | 2003  | شيربروك  | كندا           | 13-9 يوليو  |
| 4      | 2005  | مراكش    | المغرب         | 17-13 يوليو |
| 5      | 2007  | أوسترافا | جمهورية التشيك | 15-11 يوليو |
| 6      | 2009  | بريسانون | إيطاليا        | 12-8 يوليو  |
| 7      | 2011  | ليل      | فرنسا          | 10-6 يوليو  |

## وصلات خارجية
- النتائج على موقع www.gbrathletics.com